# Morum praeclarum
Morum praeclarum is een slakkensoort uit de familie van de Harpidae. De wetenschappelijke naam van de soort is voor het eerst geldig gepubliceerd in 1919 door Melvill.